# Clarksburg (Tennessee)
Clarksburg – miasto w Stanach Zjednoczonych, w stanie Tennessee, w hrabstwie Carroll.